# Biancaea
- Commons
- Wikispecies

Biancaea L. é um género de plantas fabáceas, pertencente à sub-família Caesalpinioideae. As espécies deste género são plantas lenhosas que ocorrem em zonas tropicais e subtropicais.

## Seleção de espécies
| - Biancaea decapetala - Biancaea sappan (pau-brasil-da-Índia, madeira de sapão), sinónimo: Caesalpinia sappan |

## Classificação do gênero
| Sistema | Classificação                     | Referência               |
| ------- | --------------------------------- | ------------------------ |
| Linné   | Classe Decandria, ordem Monogynia | Species plantarum (1753) |